# بنکس تاون
بنکس تاون (به انگلیسی: Bankstown) یک حومه شهر در استرالیا است که در نیو ساوت ولز واقع شده‌است.

## خواهرخوانده
شهر کلرادو اسپرینگز، کلرادو خواهرخواندهٔ بنکس تاون هست.